# Ото мотор
Ото мотор (непрецизно: бензински мотор) је мотор са унутрашњим сагоријевањем који ради по отовом циклусу и користи моторни бензин или неко гасовито гориво (ТНГ, КПГ). Разликује се од дизел-мотора првенствено по начину мијешања ваздуха и горива: док дизел-мотори прво компресују ваздух а потом, пред крај компресије, убризгају гориво, дотле бензински мотори прво помијешају ваздух и гориво, а потом их скупа компресују. Мијешање се раније обављало у карбуратору, али се данас (осим у мањим моторима) обавља електронски контролисаним убризгавањем горива, обично у усисну грану испред усисних вентила, или у комон реил, а ређе директно у цилиндре. 
Ото мотори могу бити двотактни и четворотактни. Цилиндри су обично распоређени линеарно (1 до 6 цилиндара), или у V формацији (од 2 до 16 цилиндара), радијално или на други начин.
Ото мотори се могу хладити расхладном течношћу или ваздухом који до цилиндара допире кроз посебне отворе. Расхладна течност је мјешавина воде и етилен гликола. Расхладна течност има нижу тачку смрзавања (те се теже смрзава), а и вишу тачку кључања (те теже прокључа) у односу на обичну или деминерализовану (дестиловану) воду, која се раније користила за хлађење мотора. Расхладна течност циркулише кроз систем за хлађење мотора, чији најважнији део је из хладњак. Овај систем може бити под одређеним надпритиском, да би се спријечило сувишно испаравање течности.

## Примјена
Ото мотори се користе у широком спектру превозних средстава, пољопривредних машина, и друго:
- аутомобили
- мотоцикли
- ваздухопловство
- моторни чамци
- моторне пиле, косилице, електрични генератори итд.

Глобално загријевање и загађење доводе у питање будућност ото мотора и намећу питање моралне одговорности при њиховом коришћењу. Разна побољшања и филтри су продужили рок на који се још смију користити, али се у сваком случају покушавају пронаћи рјешења на дуже стазе. Највјероватније је да ће бити замијењени електричним моторима, бар у неким примјенама, али по инерцији технолошког развитка и економске зависности земаља од технологије, ово не изгледа да ће се десити ускоро.